# Cerchanotus orientalis
Cerchanotus orientalis es una especie de coleóptero de la familia Zopheridae.

## Distribución geográfica
Habita en  Indonesia.